# La Vie après la mort
Cet article possède des paronymes, voir La Vie après l'amour et Vie après la mort.
La Vie après la mort (A Day in the Death) est le huitième épisode de la deuxième saison de la série britannique Torchwood.

## Résumé
À la suite des évènements de l'épisode précédent Owen ne peut plus mourir, mais son corps est à l'arrêt. Renvoyé de Torchwood, il vit mal cette situation et déprime.

## Continuité
- Cet épisode est la suite directe de l'épisode Le Gant de la résurrection.
- On voit dans la collection d'Henry Parker un œil de Dogon, l'objet central de Chaussures en vrac.
- C'est le second épisode où Owen est relevé de ses fonctions. Il avait déjà été renvoyé pour avoir ouvert la brèche dans La Fin des temps.
- Owen dit de Tosh qu'elle au moins a eu Tommy comme raison de s'accrocher dans la vie.
- Owen remplace Ianto à la distribution du café, rôle dans lequel le personnage était souvent cantonné lors de la saison 1.
- Gwen fait diversion sur le garde de la même manière que Jack l'avait fait sur elle dans Tout change, en faisant croire à un accident d'un proche ; elle avait alors trouvé l'astuce parfaitement écœurante.

### Continuité avec leWhoniverse
- Sur le site officiel de l'épisode, on remarque que Parker a cherché à acheter des morceaux de Cybermen.

## Production

### Casting
- Richard Briers qui joue le rôle d'Henry Parker est connu en Angleterre pour avoir joué dans les séries The Good Life (en) et Monarch of the Glen (en). Il a joué dans l'arc de Doctor Who « Paradise Towers » en 1987.

### Musique
- Atlas par les Battles : Owen jette à la poubelle les affaires de son appartement.